# Residência de Elias Pacheco Chaves

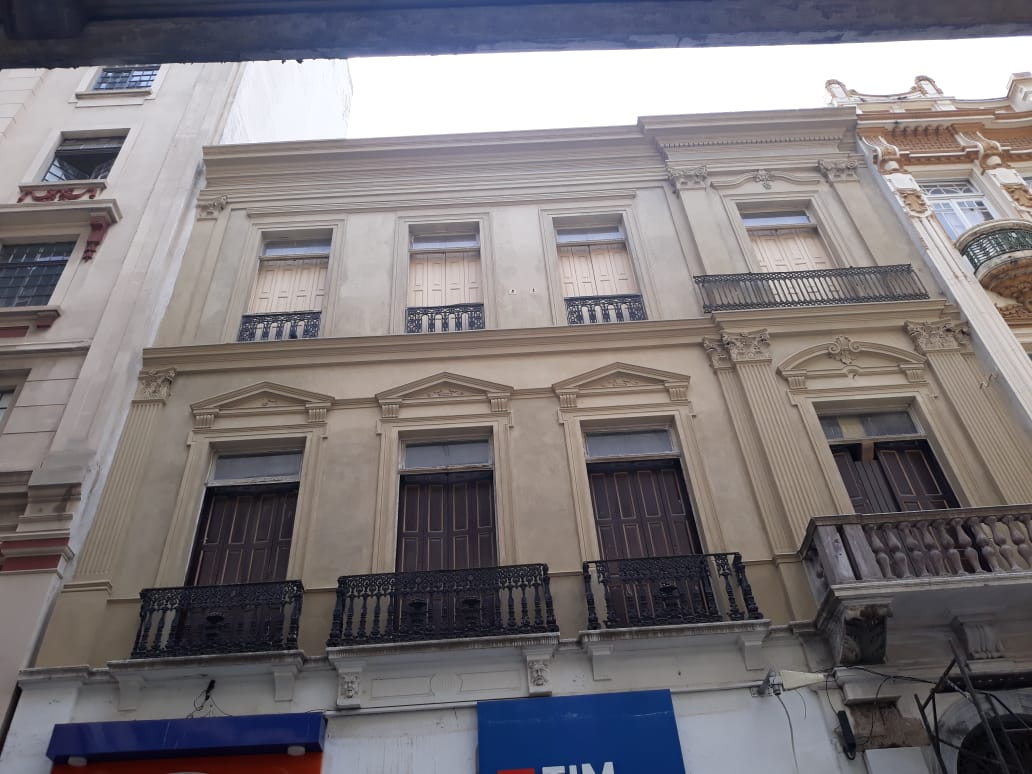
Vista frontal do segundo e do terceiro pavimento da Residência Elias Pacheco Chaves

A Residência Elias Pacheco Chaves foi construída em 1881 pelo rico fazendeiro e político brasileiro Elias Pacheco Chaves. O edifício, localizado na Rua São Bento (números 189, 195 e 197), foi a morada anterior de Elias ao que hoje conhecemos como Palácio dos Campos Elíseos, construído em 1889. A antiga residência passou, então, a ser sede da empresa Prado Chaves & Cia LTDA, de seu cunhado e sócio, Antônio da Silva Prado. Mais tarde, chegou a pertencer à família Portella, e depois foi sublocada.
Em 1885, o arquiteto italiano Cláudio Rossi refez o projeto de sua fachada, adotando um estilo neoclássico, que não foi mantido. Atualmente, o lugar mantém, nos dois pavimentos acima do térreo, um rico acabamento em seu interior, conservado com os materiais originais, como a escada em madeira torneada e os pisos em tacos, com desenhos variados.
O edifício foi tombado em 15 de agosto de 1895 como monumento histórico e de interesse arquitetônico pelo Conselho Deliberativo de Defesa do Patrimônio Histórico, Arqueológico, Artístico e Turística do Estado (CONDEPHAAT), órgão subordinado à Secretaria da Cultura do Estado de São Paulo.

## Origem
A residência foi moradia de Elias Pacheco Chaves e de sua esposa, Anésia da Silva Prado, logo após seu casamento e construção do edifício, em 1881. O pai de Anésia, Martinho Silva Prado, ali também morou e faleceu em 1891. Já em 1899, a família Pacheco Chaves muda-se para nova residência, conhecida como Palácio dos Campos Elíseos. Em 1900, o prédio passou a ser ocupado pela Companhia Prado & Chaves Ltda. Até que, em 1918, o imóvel foi vendido a João Pinto Machado Portella, na época acionista da Companhia. A compra da residência se deu, provavelmente, devido a união de Portella com uma moça da família Monteiro de Barros, que tinha Antonio Augusto Monteiro de Barros na diretoria da Companhia.
Mais tarde, João Pinto Machado Portella transmitiu o imóvel, sob forma de doação, a seus filhos Antonio Augusto Portella, Manuel Portella e Maria Izabel Portella de Mello Franco. A última, casada com Dr. João de Mello Franco, deixou a residência como herança ao filho Virgílio de Mello Franco. A casa passou para as mãos da família Portella em 1931, com a mudança da Companhia. E, em 1947, o térreo do prédio, e posteriormente, o primeiro pavimento, foram sublocados por alguns empreendimentos, sendo que alguns deles chegaram a causar danos à conservação do prédio por má utilização. 

### Processo de tombamento
No dia 13 de fevereiro de 1976, o arquiteto e Diretor Técnico do CONDEPHAAT, Carlos Lemos, solicitou ao Secretário Executivo que abrissem um processo de tombamento para a Residência Elias Pacheco Chaves. Em parte carta redigida pelo diretor, consta como justificativa ao tombamento "a residência, outrora, pertenceu ao Conselheiro Antonio Prado e constitui precioso exemplar de construção urbana da segunda metade do século XIX relativa ao nosso ciclo do café, tendo sido uma das primeiras em alvenaria de tijolos. Acresce, também que, sendo casa de alto padrão, ainda conserva intactas todos os finos acabamentos originais, que vão desde o forro e pinturas de portas até às vidraças de cristal lapidado. Enfim, trata-se de raríssimo exemplar, milagrosamente, conservado em pleno centro comercial da cidade, que deve, a nosso ver, ser conservado."
Até que em 13 de junho de 1977, o CONDEPHAAT decidiu pelo tombamento do imóvel situado na Rua São Bento, nos números 189, 195 e 197. E deram aos proprietários quinze dias para que contestassem o processo. O advogado da família emitiu um parecer contestando a importância histórica da residência. Argumentavam que o valor cultural do imóvel lhes era desconhecido, e que aquele apenas seria caso de tombamento caso ali tivessem ocorrido manifestações cívicas ou políticas.
Carlos Lemos, então, emite ao Conselho uma resposta considerando o valor da residência. Segundo ele, o edifício é uma testemunha da fase de industrialização e metropolização por que passou a cidade de São Paulo. No mês seguinte, ficou decidido, pelo Secretário Executivo da Secretaria de Estado da Cultura Ciência e Tecnologia, que o pedido de contestação da família Portella estava negado, mantendo-se a decisão anterior de tombamento. 
Em agosto de 1979, o CONDEPHAAT recebe uma denúncia de que o segundo pavimento do edifício vinha sendo utilizado por um restaurante de forma clandestina. O empreendimento não atendia às condições mínimas legais para preservação do imóvel, causando assim, danos e desfigurações ao prédio (causando altos riscos de incêndio, por estar a cozinha situada em cima do assoalho). A denúncia foi verificada e, de fato, haviam sido causados alguns danos pelos diferentes negócios que ali haviam. Já, em dezembro de 1982, o edifício é colocado à venda pelo atual proprietário João Virgílio de Mello Franco, que recebeu o imóvel de herança da mãe Maria Izabel Portella de Mello Franco.
E, em 13 de setembro de 1983, João Pacheco e Chaves, Secretário Extraordinário da Cultura, nos termos do artigo 1° do Decreto-Lei n°149, de 15 de agosto de 1969 e do Decreto 13426, de 16 de março de 1979, dá o imóvel como tombado e autorizada que ele seja inscrito no Livro do Tombo pelo CONDEPHAAT. Em agosto de 1979, o órgão recebe uma denúncia de que o segundo pavimento do edifício vinha sendo utilizado por um restaurante de forma clandestina. O empreendimento não atendia às condições mínimas legais para preservação do imóvel, causando assim, danos e desfigurações ao prédio (causando altos riscos de incêndio, por estar a cozinha situada em cima do assoalho). A denúncia foi verificada e, de fato, haviam sido causados alguns danos pelos diferentes negócios que ali haviam.
Em dezembro de 1982, o edifício é colocado à venda pelo atual proprietário João Virgílio de Mello Franco, que recebeu o imóvel de herança da mãe Maria Izabel Portella de Mello Franco. E mais uma denúncia é recebida pelo CONDEPHAAT a respeito do imóvel, desta vez por obras irregulares no local. Por fim, em 13 de setembro de 1983, João Pacheco e Chaves, Secretário Extraordinário da Cultura, nos termos do artigo 1° do Decreto-Lei n°149, de 15 de agosto de 1969 e do Decreto 13426, de 16 de março de 1979, dá o imóvel como tombado e autorizada que ele seja inscrito no Livro do Tombo pelo CONDEPHAAT. E em 10 de março de 2015, o Conselho Municipal de Preservação do Patrimônio Histórico, Cultural e Ambiental da Cidade de São Paulo - CONPRESP, resolve regulamentar a área envoltória de proteção ao imóvel. Considerando, portanto, a importância histórica da edificação no conjunto urbano do centro histórico de São Paulo.

## Características
A residência possui portas com as iniciais "E e C" em suas bandeiras, em referência a Elias Pacheco Chaves. Esta característica, inclusive, foi repetida no Palácio Campos Elíseos. O prédio constitui uma construção urbana da segunda metade do século XIX, relativa ao ciclo do café de São Paulo. Foi um dos primeiros edifícios a serem construídos em alvenaria de tijolos de barro. Possui linhas neoclássicas típicas do ecletismo paulista iniciado no fim do século XIX, além de influências arquitetônicas trazidas pela Missão Francesa. Arquitetada para ser uma casa de alto padrão, dispõe de um pátio que possibilita a iluminação, e portanto, a higiene necessária a todos os cômodos - solução avançada para a época, que mantinha uma tipologia arquitetônica sem abertura para o exterior. 
O pavimento térreo da residência, construída em 1881, era provavelmente dedicado à habitação de escravos e à cocheira. Lembrando que, apenas em 1888, o Senado do Império do Brasil aprovou a Lei Áurea, que extinguiu formalmente a escravidão no país.
O primeiro andar, por sua vez, servia à zona social da moradia, dispondo de diversas salas para uso variado e de um salão com varanda - todos ricamente decorados. Porém, o Código de Posturas de 1875, além de regular a altura dos edifícios, estabelecia que portas e janelas fossem dispostas na parte interna da residência. Mas, como pode-se entender a partir da análise da arquiteta Silvia Finguerut, a obra em questão não obedecia ao Código. 
O segundo pavimento servia à zona íntima de seus primeiros moradores. Com decoração mais simples em comparação aos outros andares. Apesar de terem sido utilizados materiais da mesma qualidade dos outros pavimentos, este possui uma decoração mais simplória. Mas a preocupação com a qualidade dos espaços é validada pela escada em forma helicoidal que dava acesso aos outros pavimentos, e acima dela, se via um lanternim - aberturas, dispostas na cobertura de edificações, que propiciam ventilação e iluminação naturais dos ambientes. 
E por fim, a cobertura do prédio possui telhas do tipo francesa, acompanhadas de uma planta em “C” invertido, que comprova a modernidade da construção para época.
Após a residência ter sido transformada em escritório à Cia Prado & Chaves Ltda (1900), o edifício sofreu alterações para se adaptar a funcionalidade de um programa de escritórios de luxo. Tais mudanças foram: a construção de algumas paredes divisórias em todos os pavimentos, sendo o primeiro andar feito para criação de banheiro e cofre, e instalação de um elevador que daria acesso à diretoria no segundo pavimento.

### Materiais utilizados no edifício

#### Paredes externas
Tijolos de barro marcados por uma cruz de quatro pontas de igual tamanho em cor clara.

#### Pisos
O hall de acesso ao primeiro pavimento é de ladrilho hidráulico com rebaixo ricos em cores, compondo desenhos geométricos complicados, é finalizado por uma barra composta de três ladrilhos que compõe outro desenho. Enquanto o primeiro pavimento é feito de assoalho de madeira com tábuas justaposta na diagonal, acabadas por tabeira reta e entremeadas por superfícies que compõe mosaicos nos quais a madeira é utilizada em tons e tamanhos diversos, que lembram o formato de estrelas.
A varanda tem piso em mármore branco e preto em lajes quadradas, colocadas alternadamente no sentido diagonal. Os cômodos de frente para rua São Bento terminam em balcões também revestidos em mármore branco, da soleira até a porta. E o segundo pavimento foi tabuado em todos os cômodos, salvo alguns que foram trocados por ladrilho cerâmico.

#### Escadas
A escada que ainda é mantida possui forma helicoidal, guarnecida em toda a extensão por corrimão de balaustrada de madeira e apoiada sobre parede de alvenaria. Enquanto a escada que tem início no térreo e dá acesso ao primeiro pavimento, é formada por dois lances de escada retos com uma, formando uma pequena curva para acompanhar a parede lateral. 

#### Forros
O primeiro pavimento possui forros originais de estuque com aplicação de gesso pintado e trabalhado, totalmente pintados em diversas cores. No segundo pavimento, os forros são de madeira pintada do tipo saia e camisa e do tipo paulista. E a cúpula do lanternim e o forro do hall são, também, de estuque, porém, com acabamento liso apenas com um friso de gesso.

#### Portas
O primeiro pavimento possui portas de madeira, algumas possuem almofadas de cristal lapidado e outras de madeira pintada. Nas salas frontais, as portas são também de cristal lapidado, mas com motivos florais diversos. Todas estas possuem pés-direito encapados com folha de madeira pintadas, compondo um painel. Os batentes delas encontram-se marrons, apesar de o material original ser de outra cor. E uma das portas possui as iniciais "E e C", que indica a autoria de seu primeiro proprietário, Elias Pacheco Chaves.
O segundo pavimento também dispõe de portas de madeira, com almofadas salientes e bandeiras de cristal liso. E a porta que dá acesso ao prédio é feita em madeira de lei, totalmente trabalhada em relevo, com bandeira em arco plano em ferro batido, e ombreiras em mármore.

#### Janelas
As janelas têm as folhas de vidro para o lado de fora e o escuro para dentro. Apresentam muro de apoio com parede de meio tijolo e parapeito em balanço na parte interna do cômodo. Enquanto nas salas frontais do segundo pavimento dispõe de porta-janelas com um guarda corpo de ferro batido com corrimão de madeira e soleira de mármore. E as do primeiro pavimento possuem balcões salientes também com guarda corpos.

#### Mobiliário
As únicas peças originais da época em que residiu Elias Pacheco Chaves são os armários embutidos na sala posterior.